# Cyclichthys
Cyclichthys là một chi cá biển thuộc họ Cá nóc nhím. Những loài trong chi này được tìm thấy rộng rãi ở khu vực Ấn Độ Dương - Thái Bình Dương.

## Từ nguyên
Từ định danh cyclichthys được ghép bởi hai âm tiết trong tiếng Hy Lạp cổ đại: kúklos (κῠ́κλος, "vòng tròn") và ikhthū́s (ἰχθύς, "cá"), hàm ý có lẽ đề cập đến hình dạng của C. orbicularis khi phồng lên.

## Các loài
Có 3 loài được công nhận trong chi này, bao gồm:
- Cyclichthys hardenbergi (de Beaufort, 1939)
- Cyclichthys orbicularis (Bloch, 1785) – Cá nóc gai thô dài
- Cyclichthys spilostylus (Leis & Randall, 1982) – Cá nóc nhím chấm vàng/Cá nóc gai thô ngắn

## Mô tả chung
Mỗi gai nhọn trên thân của Cyclichthys đều có 3 chân, riêng một số gai ở đỉnh đầu C. spilostylus có đến 4 chân. Cuống đuôi không có gai giúp phân biệt với chi Chilomycterus.

## Phạm vi phân bố
Ngoại trừ C. hardenbergi được phân bố giới hạn ở Tây Nam Thái Bình Dương (bờ nam đảo New Guinea và bờ đông bán đảo Cape York), hai loài còn lại có phạm vi rộng khắp khu vực Ấn Độ Dương - Thái Bình Dương, riêng C. spilostylus còn được tìm thấy tại quần đảo Galápagos (Đông Thái Bình Dương). Không những thế, thông qua kênh đào Suez, C. spilostylus đã mở rộng phạm vi đến cả Địa Trung Hải.

## Độc tính
Theo kết quả khảo sát ở Việt Nam vào năm 2004–2005 thì chưa phát hiện độc tính ở C. orbicularis và C. spilostylus, nhưng điều này không có nghĩa là trong tương lai chúng hoàn toàn không có độc.